# Four months ago...
"Four months ago... Cuatro meses atrás (en Latinoamérica)" es el octavo episodio de la segunda temporada de la serie de drama y ciencia ficción norteamericana Héroes. El episodio se estrenó el 27 de noviembre del 2007. 
Mientras Peter se recupera de su misteriosa amnesia, el tiempo corre hacia atrás y se revela finalmente lo que pasó hace cuatro meses. Nathan por un lado sobrevive a la explosión nuclear aunque con el enorme precio de perder su salud. Mientras Peter sobrevive a la detonación de Nueva York, solo para ser etiquetado como una amenaza para todo el mundo por la compañía y su nuevo director Bob Bishop. Por otra lado en Los Ángeles Niki comienza a asustarse por el probable retorno de Jessica poniendo en jaque su reciente relación con su familia, inclinándola a tomar decisiones precipitadas que cambiarán a la familia Sanders. En alguna parte de Sudamérica Maya manifiesta una especie de mortales habilidades que son capaces de matar a cualquiera que se encuentre a su alrededor a excepción de su hermano quien tras sobrevivir se compromete a rescatar a su hermana de una vida como asesina.

## Argumento
Peter se ve con Adam en una casa en Montreal, momentos después de haberse separado de Caitlin. Adam le ayuda a recordar lo que sucedió hace cuatro meses, al mencionarle que la regeneración puede sanar incluso la memoria, Peter mira una foto de él y su hermano, activando el poder de la regeneración:
Peter está a punto de estallar y Nathan lo lleva volando hacia el cielo esperando morir con él, pero Peter le dice que necesita que lo suelte, pero explota y le causa graves quemaduras a Nathan.
Nathan es hospitalizado por Peter y cuando iba a verlo es dejado inconsciente y secuestrado por Elle. Esperando recuperarse de sus heridas, Nathan le cuenta la verdad a su esposa sobre el "accidente" que tuvo con su hermano, pero su madre le dice que se trata de un problema psicológico mental y nada más.
Peter, quien se queda en la compañía esperando una cura, comienza a soportar a Elle y sus extrañas agresiones y afectos hacia él, así como también establecer contacto con un prisionero de la compañía Adam. Durante su encierro en la celda conversa con Adam sobre las verdaderas intenciones de La Compañía utilizando los conductos de ventilación, sin embargo, Adam, logra convencer a Peter de que es solo una prisión para personas especiales, aunque terminan escapando. Una vez libres curan a Nathan con la sangre de Adam y escapan del hospital hasta son atacados por Elle y el haitiano obligando al dúo a separarse. Durante el escape el haitiano encierra a Peter para pagar una deuda que tenía con su madre, le borra la memoria y lo deja en un almacén. 
D. L. se ha recuperado de la herida de bala y empieza a vivir una vida normal con Niki y su hijo Micah , hasta que Niki recibe la visita de Bob advirtiéndole que otra personalidad puede surgir si no se atiende con ellos, abandonando a su familia en el progreso. Niki, no queriendo que esto suceda, toma el medicamento recomendado el que le provoca una depresión lo que la impulsa a abandonar el tratamiento. Meses después manifiesta una nueva personalidad Gina la cual inhibe a Niki y escapa a los ángeles buscando divertirse. Ocasionando que D.L.  vaya a buscarla a Los Ángeles pensando que se trata de Jessica. Cuando se disponía a irse con Niki un hombre, que bailaba con Gina, le dispara matándolo. Niki, aturdida por esto, decide optar por ir con La Compañía. En el presente Niki abandona el hospital de La Compañía.
Alejandro Herrera se acaba de casar, pero se entera de que su hermana Maya se encuentra angustiada por su casamiento con Gloria ya que solo lleva 3 meses conociéndola. Alejandro intenta apaciguarla, pero ella va espiar a la esposa, solo para enterarse de que ella le era infiel. Maya se molesta y amenaza con acusarla, pero es retenida por el examante de la adúltera Gilberto lo que desata el poder de Maya por primera vez y toda acaba en la manifestación del poder de Maya, matando a todos los presentes en la fiesta a excepción de Alejandro. Meses después el encuentra a Maya en una iglesia acusándola con un policía liberando su poder y la mujer mata al oficial, pero Alejandro libera esta vez su habilidad, la que sirve de contrapartida a la de su hermana,  salvando a todos. Después de esto los hermanos se vuelven prófugos y en el presente ellos viajan a Estados Unidos con Sylar, el que los recoge cuando hacían autostop. 
El episodio termina en el presente, regresando con Peter y Adam en Montreal. Peter se tambalea después de recordar y le dice a Adam que lo recuerda todo. Adam le pregunta si ellos pueden salvar al mundo, y Peter sonríe, asintiendo con la cabeza.